# La Tour de Nesle (film, 1968)
Pour les articles homonymes, voir La Tour de Nesle (homonymie).
Pour plus de détails, voir Fiche technique et Distribution.
La Tour de Nesle (titre original : Der Turm der verbotenen Liebe) est un film allemand (coproduction française et italienne) réalisé par Franz Antel et sorti en 1968.

## Synopsis
Il s'agit d'une adaptation de la pièce de théâtre La Tour de Nesle d'Alexandre Dumas.

## Fiche technique
- Titre original : Der Turm der verbotenen Liebe
- Titre anglais : Tower of Screaming Virgins
- Titre alternatif anglais: She Lost Her... You Know What
- Réalisation : Franz Antel (sous le pseudonyme de Francois Legrand)
- Scénario : Kurt Nachmann d'après Alexandre Dumas
- Production :  Rapid Film, Films EGE, Filmes Cinematografica
- Lieu de tournage : Budapest
- Photographie : Oberdan Troiani
- Musique : Mario Migliardi
- Montage : Herbert Taschner
- Genre : film historique/film d'horreur/film érotique[1]
- Durée : 89 minutes
- Dates de sortie : 
  - Autriche : septembre 1968
  - Allemagne de l'Ouest : 2 septembre 1968
  - Italie : 11 décembre 1968
  - France : 6 août 1969

## Distribution
- Terry Torday (VF : Claire Guibert) : la reine Marguerite de Bourgogne
- Jean Piat (VF : lui-même) : le capitaine Buridan alias Lyonnel de Bournonville
- Uschi Glas (VF : Évelyn Séléna) : Blanche du Bois
- Véronique Vendell : Jeanne
- Marie-Ange Aniès : Catherine
- Karlheinz Fiege (VF : Jean-Claude Michel) : le duc de Saint-Lorrain
- Franz Rudnick (VF : Daniel Gall) : Georges Landry
- Jörg Pleva (VF : Jean-Pierre Duclos) : Artemis
- Dada Gallotti : Fleurette
- Armando Francioli (VF : Henri Poirier) : Orsini
- Jacques Herlin (VF : Philippe Mareuil) : le roi de France
- Georg Markus (VF : Clément Thierry) : Gautier
- Rudolf Forster (VF : Jean-François Laley) : le comte Honoré de Latoure
- Károly Mécs (VF : Michel Le Royer) : le comte Hector de Latoure